# Hilka Koch
Hilka Koch (* 29. August 1938 in Oldenburg als Hilka Buscher; † 15. November 2020 in Bad Zwischenahn) war eine deutsche Autorin.

## Leben
Hilka Koch war eine Tochter des NSDAP-Gauschulungsleiters und späteren SS-Führers Heinrich Buscher; sie hatte mehrere Geschwister. Ihr Vater, der nach dem Zweiten Weltkrieg in den Nürnberger Prozessen als Zeuge verhört wurde, gründete 1949 in Oldenburg ein Textilversandgeschäft und wurde zudem unter Pseudonym schriftstellerisch tätig. Um 1950 zog die Familie von Oldenburg nach Bad Zwischenahn. Ihr Vater starb 1954, als sie 15 Jahre alt war. Nach ihrem Abitur studierte Koch Geschichte, Pädagogik und Politologie. Anschließend arbeitete sie als Lehrerin in Niedersachsen und Nordrhein-Westfalen.
Daneben war Koch ab 1980 als freie Journalistin für die Nordwest-Zeitung tätig. Zudem veröffentlichte sie bislang drei Bücher, von denen sie zwei mit eigenen Fotoaufnahmen bebilderte, sowie zahlreiche Anthologiebeiträge. Ihre erste Fotoausstellung hatte sie 1998. Hilka Koch wirkte an schriftstellerischen Projekten mit und war unter anderem an der Gründung der Oldenburger Autorengruppe Wortstatt beteiligt. Von 2012 bis 2013 übernahm sie als ausführende Dozentin die Leitung einer Schreibwerkstatt, die anlässlich des 100. Internationalen Frauentags 2011 von der Gleichstellungsbeauftragten des Landkreises Ammerland initiiert worden war.
Darüber hinaus engagierte Koch sich ehrenamtlich im sozialen Bereich, wie unter anderem bei der Kinderhilfsorganisation terre des hommes. Sie gründete 1981 die Arbeitsgruppe terre des hommes Oldenburg/Ammerland, die bis heute besteht. Ende der 1990er Jahre reiste sie mit einer kleinen ausgewählten Delegation der Kinderhilfsorganisation nach Bolivien und Peru, um vor Ort zu helfen sowie sich ein eigenes Bild der dortigen Lebenssituation zu machen. Ihre Erlebnisse verarbeitete sie in ihrem 1999 erschienenen Bildband Der weiße Condor.
Koch positionierte sich kritisch gegenüber der NS-Vergangenheit ihres Vaters und setzte sich für die Versöhnung zwischen Juden und Deutschen ein. Unter anderem schrieb sie zusammen mit der jüdischen Lyrikerin Rahel Renate Mann das 2005 erschienene Buch Ich reiche dir meine Hand.
Sie war Mutter zweier Kinder und lebte in Bad Zwischenahn. Ihr Sohn ist der Drehbuchautor und Schriftsteller Jando.
Hilka Koch starb am 15. November 2020 in Bad Zwischenahn.

## Werke
Bücher
- zusammen mit Rahel Renate Mann: Ich reiche dir meine Hand. Gedichte – Gedanken – Texte. Schardt, Oldenburg 2005, ISBN 3-89841-177-X.
- Ufer Zeile. Rostrup. Zwischenahner Meer. Texte und Fotos. Isensee Verlag, Oldenburg 2002, ISBN 3-89598-857-X (Bildband).
- Der weiße Condor. Eine etwas andere Reise. Isensee Verlag, Oldenburg 1999 / unveränderte Neuausgabe 2005, ISBN 3-89598-644-5 (Bildband).

Anthologiebeiträge
- Trotz Dem (und weitere fünf Beiträge). In: Freitagswerkstatt „Erzählen und Schreiben“ / Verein Dialog e. V. (Hrsg.): Aufblick im Anfang. Geschichten, Gedichte, Erzählberichte. Selbstpublikation im Engelsdorfer Verlag, Leipzig 2013, ISBN 978-3-95488-691-3, S. 134–138.
- Ein Mops kam... In: Gisa Kossel, Christian Meyer (Hrsg.): Meyers Saal & Meyers Küche. 9 literarisch-kulinarische Menüs. Isensee Verlag, Oldenburg 2012, ISBN 978-3-89995-857-7, S. 37 ff.
- vorgewortet (2. Preis). In: Uta Fleischmann: WörterReich. Anthologie erster Schreibwettbewerb 2012 des LiteraturKabinetts im Künstlerhaus Staublau. Isensee Verlag, Oldenburg 2012, ISBN 978-3-89995-914-7, S. 13–15.
- Ungeöffnet. In: Reinhard Rakow (Hrsg.): ZwischenZeiten. Die Anthologie zu den Ersten Berner Bücherwochen. 2. Auflage. Geest-Verlag, Vechta-Langförden 2008, ISBN 978-3-86685-150-4, S. 200–202.